# Эшерское городище
43°02′19″ с. ш. 40°55′19″ в. д.
Эше́рское городище — многослойный археологический памятник, поселение предантичной эпохи, городище VI—I вв. до н. э.

## Расположение, история исследования
Городище расположено на высоком берегу (высота над уровнем моря — 113 м) в 1 км от побережья Чёрного моря, в 10 км к западу от Сухума, на правом берегу реки Гумисты, в юго-восточной части холма Верещагина (более древнее название холма «Аблраху», что по-абхазски означает «холм, подвергшийся пожару»). Город возник на месте более древнего местного поселения.
Памятник был обнаружен археологом М. М. Иващенко. Им были сделаны план расположения памятника, его описание и высказано предположение о нахождении внутри холма остатков фундаментов зданий. В 1935—1036 годах на поселении производились разведочные работы отрядом Абхазской археологической экспедиции АН СССР под руководством Б. А. Куфтина. Б. А. Куфтин присвоил памятнику статус городища. В 1967 году на территории Эшерского городища был произведён сбор подъёмного материала, составлен схематический план памятника, а через год начались стационарные археологические раскопки. В 1974 году Н. А. Воронов в статье, посвящённой описанию и анализу подъёмного материала из Эшерского городища, собранного в 1967 году, указал, что экономический подъём городища относится ко второй половине V века до н. э. С 1975 года городище было взято под государственную охрану.

## Описание
Городище занимает площадь около 4 га. Поселение возникло на месте естественно защищённого холма. Западная сторона холма почти неприступна своим крутым склоном; с северо-востока поселение хорошо защищено глубоким оврагом. Наиболее уязвимым местом являлись южный и северный склоны холма. По своей топографии городище состоит из двух частей: верхней и нижней, разделённых крутым склоном. В верхней части зафиксированы последовательное залегание трёх культурных слоёв, которым соответствует ранняя античность (3-й слой) и эллинизм до конца своего существования (2-й и 1-й слои). На нижней площадке отсутствует слой VI—V вв. до н. э., из чего следует, что поселение раннеантичного периода занимало не всю площадь холма, а лишь верхнюю часть.
Археологический материал показал, что место будущего городища было обитаемо человеком ещё с эпохи бронзы. Здесь были обнаружены кремнёвые, галечные и скребловидные орудия, галечные грузила с выемками, костяные и бронзовые изделия, характерные для оседлого населения местных земледельческо-скотоводческих племён. Существование древнего поселения подтверждает также находка сегментовидного орудия эпохи колхидско-кобанской культуры. Постройки бронзового века скорее всего были разрушены в античную эпоху при планировке города, о чём могут говорить многочисленные глыбы песчаника, разбросанные бессистемно по территории городища. Выход песчаника наружу имеется только у подножия холма, поэтому надо полагать, что камни были доставлены на вершину холма для строительства жилых и оборонительных сооружений. Датировка этих строительных остатков подтверждается находками, перекрытыми материалами VI века до н. э. В эллинистическую эпоху начинает возникать система помещений общественного и индивидуального значения, фортификационные сооружения (башни, куртины, рвы и др.).

### Сооружения общественного значения
К их числу относятся остатки зданий типа «казармы», выявленные на верхней площадке. Стратиграфическое исследование показало, что до начала строительства, местность выравнивалась, затем устилалась булыжными камнями и лишь потом на ней воздвигали плотно пригнанные друг к другу рустованные квадры. К постройкам общественного значения относятся остатки фундамента здания на нижней площадке городища. Конструкция помещения видимо имела деревянные колонны, чередующиеся примерно через каждые три метра. Можно предположить, что здание относится к помещениям с открытым дворником типа перистиля. Были раскопаны помещения и другого типа, пристроенные к оборонительной стене и построенные одновременно с башнями и куртинами. Расчистка внутри помещений дала богатый и разнообразный материал: обломки мегарских чаш, втульчатый железный наконечник стрелы, амфоры местного изготовления, медные монеты города Амиса, столовая посуда, кости животных, пифосы и фрагментированная столовая посуда местного производства. Постройки, расположенные вдоль оборонительных стен предположительно являлись караульными помещениями для наблюдения за подступами к городищу.

### Башни, куртины, ров
На городище выявлены фундаменты трёх сторожевых башен: первая — на самой верхней точке — прямоугольная в плане, ориентированная почти по сторонам света; вторая — на северо-восточном углу — четырёхугольная в плане, ориентирована по рельефу с юга на север; третья — на восточной окраине — четырёхугольная форма, вытянута по линии запад-восток. Куртина — сплошная оборонительная стена, соединяющая башни 1 и 2 (сохранилась лучше других). Куртина имела толщину 180—200 см. Сохранились лишь нижние ряды цоколя, выложенные из булыжника и рваных известняковых плит. Внутренность стен заполнялась бутовым камнем, глиной и керамическими остатками. Ров, шириной 6 и глубиной 1, 5 м, находился на южной стороне городища и пролегал за чертой оборонительной стены на расстоянии около 5—10 м.
Жители города пользовались письмом. Здесь были найдены древнегреческие письмена на бронзовых плитках и камнях, а также костяные палочки, напоминающие античный стиль для письма. Преобладание во все времена местной глиняной посуды, украшений над привозными даёт основание полагать, что удельный вес аборигенного населения в городе был значительным. Безусловно и в строительной деятельности города должны были принимать участие и коренные жители. Город пришёл в упадок не позже первой половины I века до н. э. Археологический материал показал, что город подвергся усиленному обстрелу каменными ядрами, стрелами и дротиками чисто местного облика. Это дало основание полагать, что вооружение принадлежало, враждебно настроенным местным племенам. Возможно, что в данном случае разрушение города связано с одним из эпизодов нашествия зихов или гениохов. Высокие крепостные стены толщиной до 2 м рухнули под ударами ядер лучников и пожара, следы которого прослеживаются вдоль всей оборонительной стены.